# 布里坦塔
布里坦塔（英語：Britam Tower）是英国控股有限公司（Britam）在内罗毕的一座商业建筑。这座摩天大楼的最大高度为195米（640英尺），在地上有32层。这座建筑有一个独特的棱柱形状，它从一个四边相等的方形空间开始，到一个带有60米（197英尺）桅杆的双面屋顶结束，包含三个螺旋状风轮机。目前它是肯尼亚最高的建筑。

## 地理位置
布里坦塔位于肯尼亚首都和最大城市内罗毕附近的Upper Hill区医院路沿线。地理坐标为01°18'00.0“S，36°48'47.0”E（纬度：-1.300000；经度：36.813056）。

## 概述
这座大楼是英国控股有限公司的国际总部。它还作为东非和中非商业集团的区域总部。该建筑共有32516平方米（35万平方英尺）的办公空间，可供商业用途。为了满足众多租户的需要，该建筑还附设了12层停车场，可容纳多达1000辆汽车。

## 近况
2018年7月，大楼竣工近一年后，摩天大楼开发商英国控股开始将大楼出租给未来的租户。目标客户包括金融机构、外交使团、私人公司和跨国公司。